# Formazione arbustiva
Le formazioni arbustive sono popolamenti vegetali costituite da specie legnose ordinariamente a portamento cespuglioso. Può quindi trattarsi: di cenosi arbustive in equilibrio con l'ambiente e costituenti espressione del più elevato livello evolutivo raggiungibile dalla vegetazione (ad esempio formazioni arbustive rupicole, cacuminali, arbusteti colonizzanti i canaloni di valanga ecc.); di formazioni transitorie o accidentali di degradazione dei boschi preesistenti, purché la configurazione arborea non sia recuperabile nel prossimo futuro (quindi non gli arbusteti insediatisi a causa dell'incompleta rinnovazione di un bosco dopo i tagli di fine ciclo, che vanno piuttosto compresi fra le formazioni arboree); di cespuglieti deliberatamente mantenuti tali dall'uomo per esigenze produttive, protettive o di altro genere.